# Burg Suseck
Die Burg Suseck ist eine abgegangene Burg hinter dem Gästehaus Schwarz im Ortsteil Westenried (Burgstraße) der Gemeinde Wiggensbach im Landkreis Oberallgäu in Bayern. - Die Burg ist im Wiggensbacher Wappen enthalten.
Die Burg Suseck wurde erstmals 1451 als „Burg zu Westenried“ in Heimenhofischen (Burg Heimenhofen) Besitz genannt, war ab 1511 im Besitz des Stifts Kempten und wurde 1525 im Bauernkrieg zerstört. Der Burgstall zeigt noch Reste des Burghügels und des Grabens. Ein Gedenkstein von 1930 weist auf die ehemalige Burganlage hin.